# Чемпіонат Європи з легкої атлетики в приміщенні 1994
Чемпіонат Європи з легкої атлетики в приміщенні 1994 відбувся 11–13 березня в Парижі в Палаці спорту «Берсі».
Це був перший легкоатлетичний чемпіонат Європи в приміщенні, в якому збірна України взяла участь як самостійна команда.

## Призери

### Чоловіки
| Дисципліни            | Золото                         | Золото   | Срібло                                      | Срібло   | Бронза                         | Бронза   |
| --------------------- | ------------------------------ | -------- | ------------------------------------------- | -------- | ------------------------------ | -------- |
| 60 метрів             | Колін Джексон Велика Британія  | 6,49 CR  | Александрос Терзіан Греція                  | 6,51     | Майкл Россвесс Велика Британія | 6,54     |
| 200 метрів            | Данієль Сангума Франція        | 20,68    | Владислав Дологодін Україна                 | 20,76    | Георгіос Панайотопулос Греція  | 20,99    |
| 400 метрів            | Дуейн Лейдеджо Велика Британія | 46,53    | Михайло Вдовін Росія                        | 46,56    | Ріко Лідер Німеччина           | 46,82    |
| 800 метрів            | Андрій Логінов Росія           | 1.46,38  | Луїс Хав'єр Гонсалес Іспанія                | 1.46,69  | Усман Діарра Франція           | 1.47,18  |
| 1500 метрів           | Девід Стренг Велика Британія   | 3.44,57  | Бранко Зорко Хорватія                       | 3.44,64  | Абделькадер Шехемані Франція   | 3.44,65  |
| 3000 метрів           | Кім Бауермайстер Німеччина     | 7.52,34  | Овідіу Олтяну Румунія                       | 7.52,37  | Род Фінч Велика Британія       | 7.53,99  |
| 60 метрів з бар'єрами | Колін Джексон Велика Британія  | 7,41     | Георге Борой Румунія                        | 7,57     | Майк Феннер Німеччина          | 7,58     |
| Ходьба 5000 метрів    | Михайло Щенніков Росія         | 18.34,32 | Рональд Вайгель Німеччина                   | 18.40,32 | Дені Ланглуа Франція           | 18.43,20 |
| Стрибки у висоту      | Далтон Грант Велика Британія   | 2,37     | Жан-Шарль Жикель Франція                    | 2,35     | Вольф-Гендрік Баєр Німеччина   | 2,33     |
| Стрибки з жердиною    | Петро Бочкарьов Росія          | 5,90     | Жан Гальфйон Франція                        | 5,80     | Ігор Транденков Росія          | 5,75     |
| Стрибки у довжину     | Дітмар Гаф Німеччина           | 8,15     | Константінос Кукодімос Греція               | 8,09     | Богдан Тудор Румунія           | 8,07     |
| Потрійний стрибок     | Леонід Волошин Росія           | 17,44    | Денис Капустін Росія                        | 17,35    | Василь Соков Росія             | 17,31    |
| Штовхання ядра        | Олександр Багач Україна        | 20,66    | Драган Перич Незалежні європейські учасники | 20,55    | Петур Гудмундссон Ісландія     | 20,04    |
| Семиборство           | Крістіан Плазья Франція        | 6268     | Генрік Дагорд Швеція                        | 6119     | Ален Блондель Франція          | 6084     |

### Жінки
| Дисципліни            | Золото                      | Золото   | Срібло                                    | Срібло   | Бронза                      | Бронза   |
| --------------------- | --------------------------- | -------- | ----------------------------------------- | -------- | --------------------------- | -------- |
| 60 метрів             | Неллі Коман Нідерланди      | 7,17     | Мелані Пашке Німеччина                    | 7,19     | Патрісія Жирар Франція      | 7,19     |
| 200 метрів            | Галина Мальчугіна Росія     | 22,41    | Зільке Кнолль Німеччина                   | 22,96    | Жаклін Пулман Нідерланди    | 23,43    |
| 400 метрів            | Світлана Гончаренко Росія   | 51,62    | Тетяна Алексєєва Росія                    | 51,77    | Вів'ян Дорсіль Франція      | 51,92    |
| 800 метрів            | Наталія Духнова Білорусь    | 2.00,42  | Елла Ковач Румунія                        | 2.00,49  | Карла Сакраменту Португалія | 2.01,12  |
| 1500 метрів           | Катерина Подкопаєва Росія   | 4.06,46  | Людмила Рогачова Росія                    | 4.06,60  | Малгожата Ридзь Польща      | 4.06,98  |
| 3000 метрів           | Фернанда Рібейру Португалія | 8.50,47  | Маргарета Кесег Румунія                   | 8.55,61  | Анна Бжезиньська Польща     | 8.56,90  |
| 60 метрів з бар'єрами | Йорданка Донкова Болгарія   | 7,85     | Єва Соколова Росія                        | 7,89     | Анн Пікеро Франція          | 7,91     |
| Ходьба 3000 метрів    | Аннаріта Сідоті Італія      | 11.54,32 | Беате Гуммельт Німеччина                  | 11.56,01 | Олена Аршинцева Росія       | 11.57,48 |
| Стрибки у висоту      | Стефка Костадинова Болгарія | 1,98     | Десіслава Александрова-Младенова Болгарія | 1,96     | Зігрід Кірхман Австрія      | 1,96     |
| Стрибки у довжину     | Хайке Дрехслер Німеччина    | 7,06     | Людмила Нінова Австрія                    | 6,78     | Інеса Кравець Україна       | 6,72     |
| Потрійний стрибок     | Інна Ласовська Росія        | 14,88 CR | Анна Бірюкова Росія                       | 14,72    | Софія Божанова Болгарія     | 14,52    |
| Штовхання ядра        | Астрід Кумбернусс Німеччина | 19,44    | Лариса Пелешенко Росія                    | 19,16    | Светла Міткова Болгарія     | 19,09    |
| П'ятиборство          | Лариса Турчинська Росія     | 4801 CR  | Ріта Інанчі Угорщина                      | 4775     | Уршула Влодарчик Польща     | 4668     |

## Медальний залік
| Місце                | Країна                         | Золото | Срібло | Бронза | Загалом |
| -------------------- | ------------------------------ | ------ | ------ | ------ | ------- |
| 1                    | Росія                          | 9      | 7      | 3      | 19      |
| 2                    | Велика Британія                | 5      | 0      | 2      | 7       |
| 3                    | Німеччина                      | 4      | 4      | 3      | 11      |
| 4                    | Франція                        | 2      | 2      | 7      | 11      |
| 5                    | Болгарія                       | 2      | 1      | 2      | 5       |
| 6                    | Україна                        | 1      | 1      | 1      | 3       |
| 7                    | Нідерланди                     | 1      | 0      | 1      | 2       |
| 7                    | Португалія                     | 1      | 0      | 1      | 2       |
| 9                    | Італія                         | 1      | 0      | 0      | 1       |
| 9                    | Білорусь                       | 1      | 0      | 0      | 1       |
| 11                   | Румунія                        | 0      | 4      | 1      | 5       |
| 12                   | Греція                         | 0      | 2      | 1      | 3       |
| 13                   | Австрія                        | 0      | 1      | 1      | 2       |
| 14                   | Іспанія                        | 0      | 1      | 0      | 1       |
| 14                   | Угорщина                       | 0      | 1      | 0      | 1       |
| 14                   | Хорватія                       | 0      | 1      | 0      | 1       |
| 14                   | Швеція                         | 0      | 1      | 0      | 1       |
| 14                   | Незалежні європейські учасники | 0      | 1      | 0      | 1       |
| 19                   | Польща                         | 0      | 0      | 3      | 3       |
| 20                   | Ісландія                       | 0      | 0      | 1      | 1       |
| Загалом (20 збірних) | Загалом (20 збірних)           | 27     | 27     | 27     | 81      |

## Відео
- Відеозвіт на YouTube

## Виступ українців
| Чоловіки (11) | Чоловіки (11)       | Чоловіки (11) | Чоловіки (11)    |
| Місце         | Атлет               | Дисципліна    | Результат        |
| ------------- | ------------------- | ------------- | ---------------- |
| 1             | Олександр Багач     | ядро          | 20,66            |
| 2             | Владислав Дологодін | 200 м         | 20,76            |
|               | Роман Вірастюк      | ядро          | 18,70 (18,94)[a] |
| пф            | Олег Крамаренко     | 60 м          | 6,76 (6,74)      |
| заб           | Володимир Білоконь  | 60 м з/б      | 7,89             |
| зах           | Володимир Дручик    | ходьба 5000 м | 19.37,93         |
| кв            | Руслан Стіпанов     | висота        | 2,10             |
| кв            | Віталій Кириленко   | довжина       | 7,65             |
| зах           | Анатолій Козлов     | ходьба 5000 м | DQ               |
| —             | Лев Лободін         | семиборство   | DNF              |
| —             | Віталій Колпаков    | семиборство   | DNF              |

| Жінки (6) | Жінки (6)          | Жінки (6)     | Жінки (6)         |
| Місце     | Атлетка            | Дисципліна    | Результат         |
| --------- | ------------------ | ------------- | ----------------- |
| 3         | Інеса Кравець      | довжина       | 6,72              |
|           | Олена Сторчова     | 800 м         | 2.06,41 (2.04,33) |
|           | Інеса Кравець      | потрійний     | 14,32             |
|           | Ольга Леоненко     | ходьба 3000 м | 12.20,44          |
|           | Ірина Михальченко  | висота        | 1,90              |
| заб       | Надія Бодрова      | 60 м з/б      | 8,22              |
| фін       | Валентина Федюшина | ядро          | NM                |

a  Тут і надалі у дужках вказаний більш високий результат, що був показаний на попередній стадії змагань (у забігу чи кваліфікації).